# Veleposlaništvo Republike Slovenije v Italiji
Veleposlaništvo Republike Slovenije v Italiji (uradni naziv Veleposlaništvo Republike Slovenije Rim, Italija) je diplomatsko-konzularno predstavništvo (veleposlaništvo) Republike Slovenije s sedežem v Rimu (Italija). Poleg te države to veleposlaništvo pokriva še naslednje države: San Marino, Malta, Tunizija, Libija.
Trenutni veleposlanik je Matjaž Longar.

## Veleposlaniki
- Matjaž Longar (2022-danes)
- Tomaž Kunstelj (2019-2022)
- Bogdan Benko (2015-2019)[1]
- Iztok Mirošič (2010-2015)[2]
- Andrej Capuder (2005-2010)
- Vojko Volk (2001 - 2005)
- Peter Bekeš (1996 - 2001)
- Marko Kosin